# یوخن مولر
یوخن مولر (به آلمانی: Jochen Müller) بازیکن فوتبال و هافبک اهل آلمان شرقی بود که از سال ۱۹۵۳ میلادی عضو تیم ملی فوتبال آلمان شرقی بوده‌است. وی در ۳ بازی ملی حضور داشته و در بازیهای ملی‌اش گلی به ثمر نرساند. یوخن مولر آخرین بازی ملی خود را در سال ۱۹۵۴ میلادی انجام داد.